# アジアヒレアシ
マレーヒレアシ（Heliopais personata）は、ツル目ヒレアシ科マレーヒレアシ属に分類される鳥類。

## 分布
インド北部、インドネシア（スマトラ島）、カンボジア、タイ、バングラデシュ、ベトナム南部、マレーシア（マレー半島）、ミャンマー、ラオス

## 形態
全長43-56センチメートル。頭部や前頸の羽衣は黒、後頭や後頸の羽衣は灰色。顔や前頸の黒色部は白く縁取られる。体上面の羽衣は黄褐色、体下面の羽衣は白い。
嘴は黄色、後肢は緑色。
雛は背の綿羽が褐色や灰褐色で、下面の綿羽が白い。オスは喉が黒く、虹彩が暗褐色。また繁殖期のオスは嘴基部に肉質の突起がある。メスは喉が白く、後肢が黄色。

## 生態
湿原、河川、干潟、浸水林などに生息し、水辺が樹木で覆われた環境を好む。季節的な移動を行う。
食性は雑食で、魚類、カエル、昆虫、甲殻類、軟体動物などを食べる。水面でも陸上でも採食を行う。
繁殖形態は卵生。水面から2-3メートルの高さにある樹上に木の枝を組み合わせた巣を作り、5-7個の卵を産む。雌雄交代で抱卵し、抱卵期間は10-11日。

## 人間との関係
開発による生息地の破壊などにより生息数は減少している。